# Gouvernement Laval V
Pour les articles homonymes, voir Gouvernement Pierre Laval.
État français (Vichy)
Pétain Flandin II
Le cinquième gouvernement Pierre Laval est le premier gouvernement du régime de Vichy en France, constitué par Philippe Pétain après le vote du 10 juillet 1940 lui donnant les pleins pouvoirs constituants. Il se termine le 13 décembre 1940 par le renvoi de Pierre Laval. Il n'est pas reconnu comme légitime par le Conseil de défense de l'Empire, Gouvernement de la France Libre, qui lui est reconnu par le Gouvernement britannique.

## Formation du gouvernement
Le gouvernement de Pétain ayant signé l’armistice puis mis fin à la République le 10 juillet par le vote des pleins pouvoir constituants à Pétain, suivi des trois premiers actes constitutionnels, le général de Gaulle crée le 11 juillet, le Conseil de défense de l'Empire qui est reconnu par le Gouvernement britannique, comme successeur légitime de la République alliée de la Grande-Bretagne dans la guerre.
Le 12 juillet 1940, Pierre Laval, second ministre d'État de l'ancien gouvernement est appelé par Pétain comme vice-président du Conseil — le maréchal restant à la fois chef de l’État et du Gouvernement — et l'acte constitutionnel no 4 fait de Laval le dauphin de Pétain en cas de vacance du pouvoir.
Le 16 juillet, Philippe Pétain forme le premier gouvernement du régime de Vichy et maintient Pierre Laval comme vice-président du Conseil.

## Composition initiale du gouvernement
| Portefeuille | Titulaire | Titulaire                                | Parti |
| --- | --------- | ---------------------------------------- | ----- |
| Chef de l'État français, président du Conseil |           | Philippe Pétain                          | SE    |
| Ministre secrétaire d'État, vice-président du Conseil, chargé de l'Information, de la presse et de la radiodiffusion (à partir du 18 juillet 1940)                                                                              |           | Pierre Laval                             | DVD   |
| Ministres secrétaires d'État |           |                                          |       |
| Garde des Sceaux et ministre secrétaire d’État à la Justice, chargé des services de secrétariat général de présidence du Conseil et de la direction générale des services d'Alsace et de Lorraine (à partir du 18 juillet 1940) |           | Raphaël Alibert                          | DXD   |
| Ministre secrétaire d'État à l'Intérieur |           | Adrien Marquet                           | DVG   |
| Ministre secrétaire d'État aux Affaires Étrangères |           | Paul Baudouin                            | DVD   |
| Ministre secrétaire d'État aux Finances |           | Yves Bouthillier                         | DVD   |
| Ministre secrétaire d'État à la Défense nationale |           | Maxime Weygand                           | DVD   |
| Ministre secrétaire d'État à l'Instruction publique et aux Beaux-Arts |           | Émile Mireaux                            | RI    |
| Ministre secrétaire d'État à la Jeunesse et à la Famille |           | Jean Ybarnégaray                         | PSF   |
| Ministre secrétaire d'État à l'Agriculture et au Ravitaillement |           | Pierre Caziot                            | SE    |
| Ministre secrétaire d'État à la Production industrielle et au Travail |           | René Belin (à partir du 14 juillet 1940) | DVG   |
| Ministre secrétaire d'État aux Communications |           | François Piétri                          | AD    |
| Ministre secrétaire d'État aux Colonies |           | Henry Lémery                             | SE    |
| Secrétaires d’État |           |                                          |       |
| Secrétaire d'État à la Guerre |           | Louis Colson                             | SE    |
| Secrétaire d'État à la Marine |           | François Darlan                          | SE    |
| Secrétaire d'État à l'Aviation |           | Bertrand Pujo                            | SE    |

## Remaniements

### 7 septembre 1940
Une nouvelle loi relative à la composition du Gouvernement est décrétée par Pétain le 6 septembre, elle réorganise la forme et le fond du gouvernement. La nomenclature des « ministres secrétaire d'État » changent tous pour « secrétaires d'État ». Cependant, seul le vice-président, Laval, et huit secrétaires d'État sont des ministres de pleins droits et forment le conseil des ministres, les autres n'ont qu'une voix délibératives lorsqu'il s'agit d'une loi intéressant leurs départements. Un conseil de cabinet est créé, composé du vice-président du Conseil et des secrétaires d'État. Il prépare les décisions du conseil des ministres.
| Portefeuille | Titulaire | Titulaire         | Parti |
| --- | --------- | ----------------- | ----- |
| Chef de l'État français, président du Conseil |           | Philippe Pétain   | SE    |
| Ministre secrétaire d'État, vice-président du Conseil, chargé de l'Information, de la presse et de la radiodiffusion et de la coordination des différents ministères                                                   |           | Pierre Laval      | DVD   |
| Secrétaires d'État, ayant prérogative de ministre |           |                   |       |
| Garde des Sceaux et Secrétaire d’État à la Justice, chargé des services de secrétariat général de présidence du Conseil et de la direction générale des services d'Alsace et de Lorraine (à partir du 18 juillet 1940) |           | Raphaël Alibert   | DXD   |
| Secrétaire d'État aux Affaires Étrangères |           | Paul Baudouin     | DVD   |
| Secrétaire d'État à la Production industrielle et au Travail |           | René Belin        | DVG   |
| Secrétaire d'État aux Finances |           | Yves Bouthillier  | DVD   |
| Secrétaire d'État à l'Agriculture et au Ravitaillement |           | Pierre Caziot     | SE    |
| Secrétaire d'État à la Marine |           | François Darlan   | SE    |
| Secrétaire d'État à la Guerre |           | Charles Huntziger | DVD   |
| Secrétaire d'État à l'Intérieur |           | Marcel Peyrouton  | SE    |
| Secrétaires d’État |           |                   |       |
| Secrétaire d'État à l'Aviation, rattaché au ministère de la Marine |           | Jean Bergeret     | SE    |
| Secrétaire d'État à l'Instruction publique et à la Jeunesse, rattaché au ministère de la Justice |           | Georges Ripert    | DVD   |
| Secrétaire d'État aux Colonies, rattaché au ministère des affaires étrangères |           | Charles Platon    | SE    |
| Secrétaire d'État aux Communications, rattaché au ministère des finances |           | Jean Berthelot    | SE    |

### Changements du 28 octobre 1940
- Ministre secrétaire d’État à la présidence du conseil[6] : Paul Baudouin
- Ministre secrétaire d’État à l'Intérieur : Pierre Laval